# USS Little Rock (LCS-9)
La USS Little Rock è una nave Classe Freedom, costruite da Marinette Marine.È la seconda nave a prendere il nome dalla città di Little Rock, la capitale dell'Arkansas

## Costruzione
Nel 2002, la Marina degli Stati Uniti ha avviato un programma per sviluppare la prima di una flotta di navi da combattimento costiere. La Marina inizialmente ordinò due navi monoscafo dalla Lockheed Martin, che divenne nota come le navi da combattimento litoranee di classe Freedom dopo la consegna della prima nave della classe: la USS Freedom. Le navi da combattimento costiere della US Navy con numero dispari sono costruite utilizzando il design del monoscafo di classe Freedom, mentre le navi con numero pari si basano su un design concorrente, la nave da combattimento litoranea di classe Independence con scafo trimarano di General Dynamics. L'ordine iniziale delle navi da combattimento costiere prevedeva un totale di quattro navi, di cui due della classe Freedom.
La USS Little Rock include ulteriori miglioramenti della stabilità rispetto al design Freedom originale; lo specchio di poppa è stato allungato per collocare serbatoi di galleggiamento che aumentano il servizio di peso e migliorano la stabilità. La nave sarà inoltre dotata di sensori automatizzati per consentire la "manutenzione basata sulle condizioni" e ridurre il lavoro dell'equipaggio riscontrato con l'impiego della USS Freedom durante il suo primo schieramento.
I costi di costruzione stimati della nave sono compresi tra i 300 e 350 milioni di dollari . La cerimonia di posa della chiglia per la USS Little Rock si è svolta il 27 giugno 2013. La cerimonia di sfondamento dell'albero si è svolta il 23 aprile 2015, seguita dalla cerimonia del varo il 18 luglio 2015.
Il 25 agosto 2017, la USS Little Rock, la quinta LCS moduficata della Classe Freedom costruita da Lockheed Martin e Fincantieri Marinette Marine, ha completato le prove di collaudo sul lago Michigan con il punteggio più alto di qualsiasi altra LCS fino ad oggi. La nave è stata consegnata alla Marina degli Stati Uniti il 25 settembre 2017. Il 16 dicembre 2017, la nave è stata commissionata insieme al precedente incrociatore USS Little Rock di classe Galveston a Buffalo, New York.. La cerimonia di entrata in servizio della nave rappresenta la prima volta che una unità della U.S. Navy stia accanto alla sua omonima.

## Impiego operativo

La USS Little Rock a Buffalo

Dopo la messa in servizio a Buffalo, New York, si è diretta al porto di origine presso la stazione navale di Mayport, in Florida, dove è assegnata al Littoral Combat Ship Squadron Two. Tuttavia, le rigide condizioni invernali hanno causato ritardi, impedendole di lasciare St. Lawrence Seaway ed è rimasta bloccata nel ghiaccio nel porto di Montreal. La USS Little Rock vi è rimasta fino al 31 marzo 2018.
Dal 23 al 29 maggio 2018, Little Rock ha partecipato alle celebrazioni annuali della Fleet Week di New York City. Era attraccata a Staten Island e durante quel periodo era aperta a visite pubbliche .
Nel gennaio 2020 è stato riferito che la nave sarebbe stata dotata di un sistema d'arma laser, molto probabilmente il sistema HELIOS da 150 kilowatt sviluppato da Lockheed Martin.
Il 6 febbraio 2020 la nave ha iniziato il suo primo schieramento. Schierata in supporto del comando meridionale degli Stati Uniti, la nave dovrebbe condurre operazioni a sostegno della campagna multinazionale Operazione Martillo contro il traffico internazionale di droga nelle acque costiere centroamericane. La nave si è schierato con il pacchetto di armi da guerra di superficie insieme a un distaccamento delle forze dell'ordine della Guardia Costiera degli Stati Uniti.
La nave doveva essere disattivata nell'esercizio 2022 e entrare a far parte dell'elenco OCIR (Out of Commission in Reserve). Tuttavia, nel bilancio definitivo del 2022, il Congresso ha bloccato la richiesta della Marina di ritirare la nave.

## Galleria d'immagini

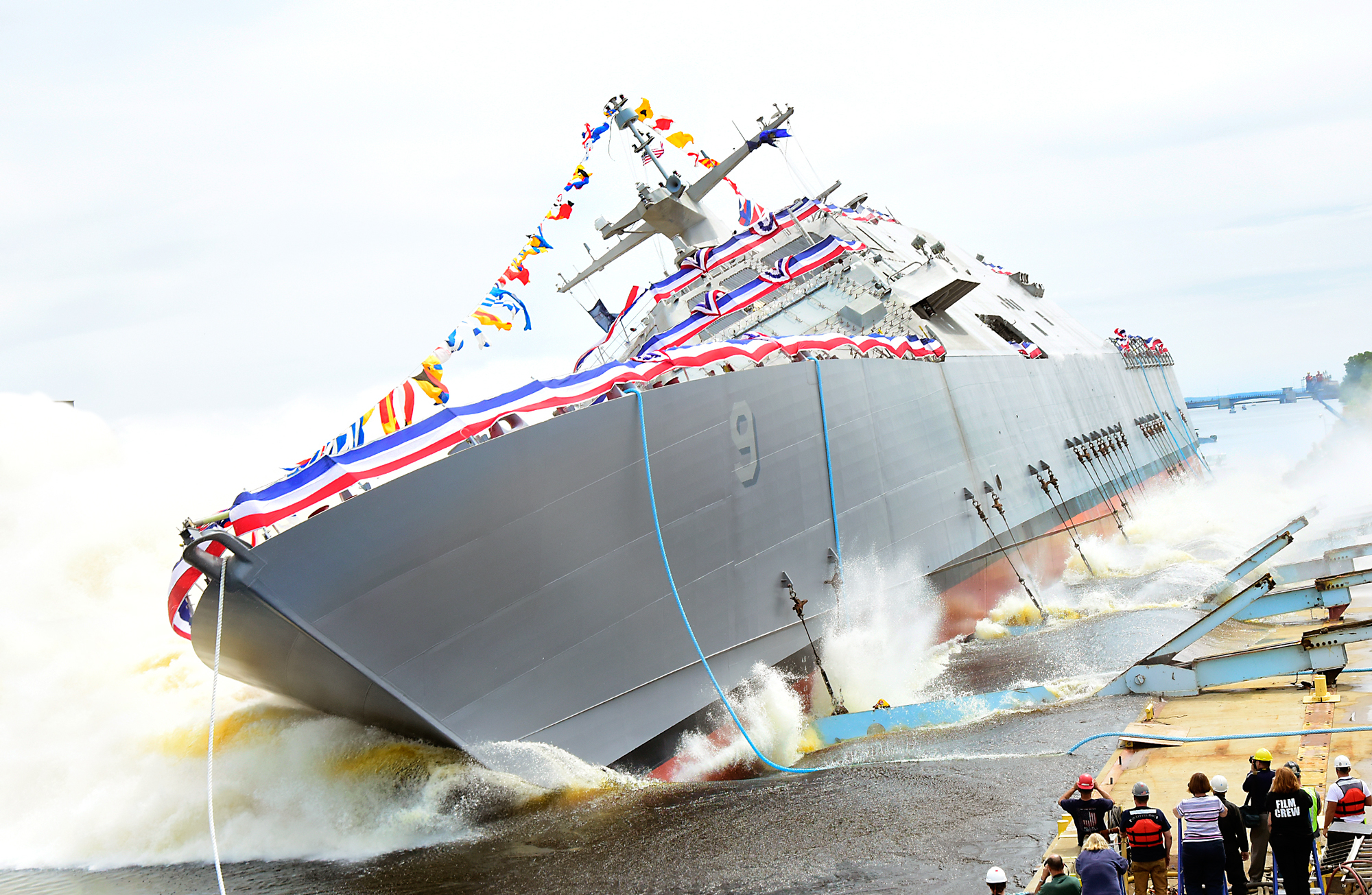
Varo della USS Little Rock il 18 luglio 2015
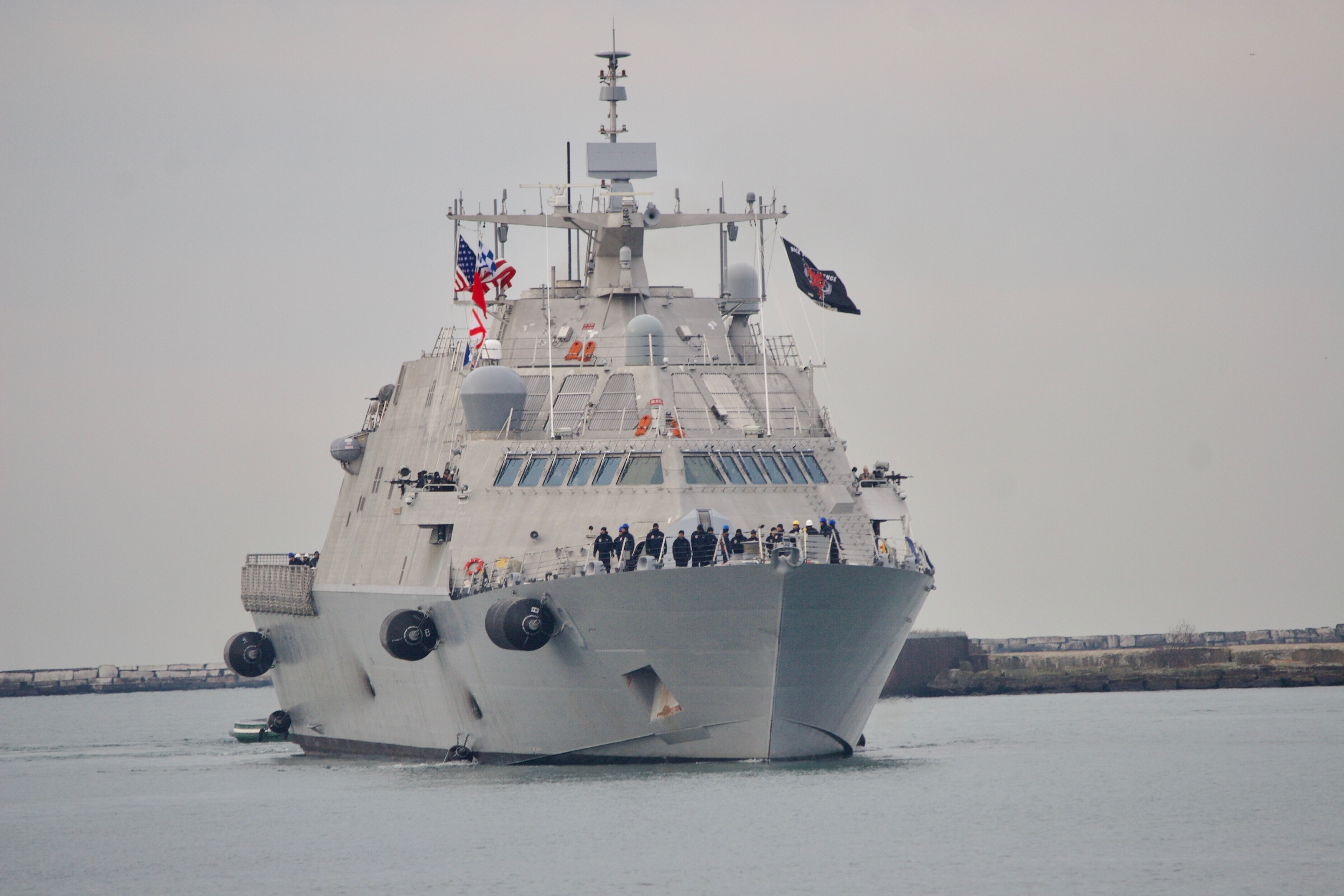
La USS Little Rock entra nell'Inner Harbor di Buffalo
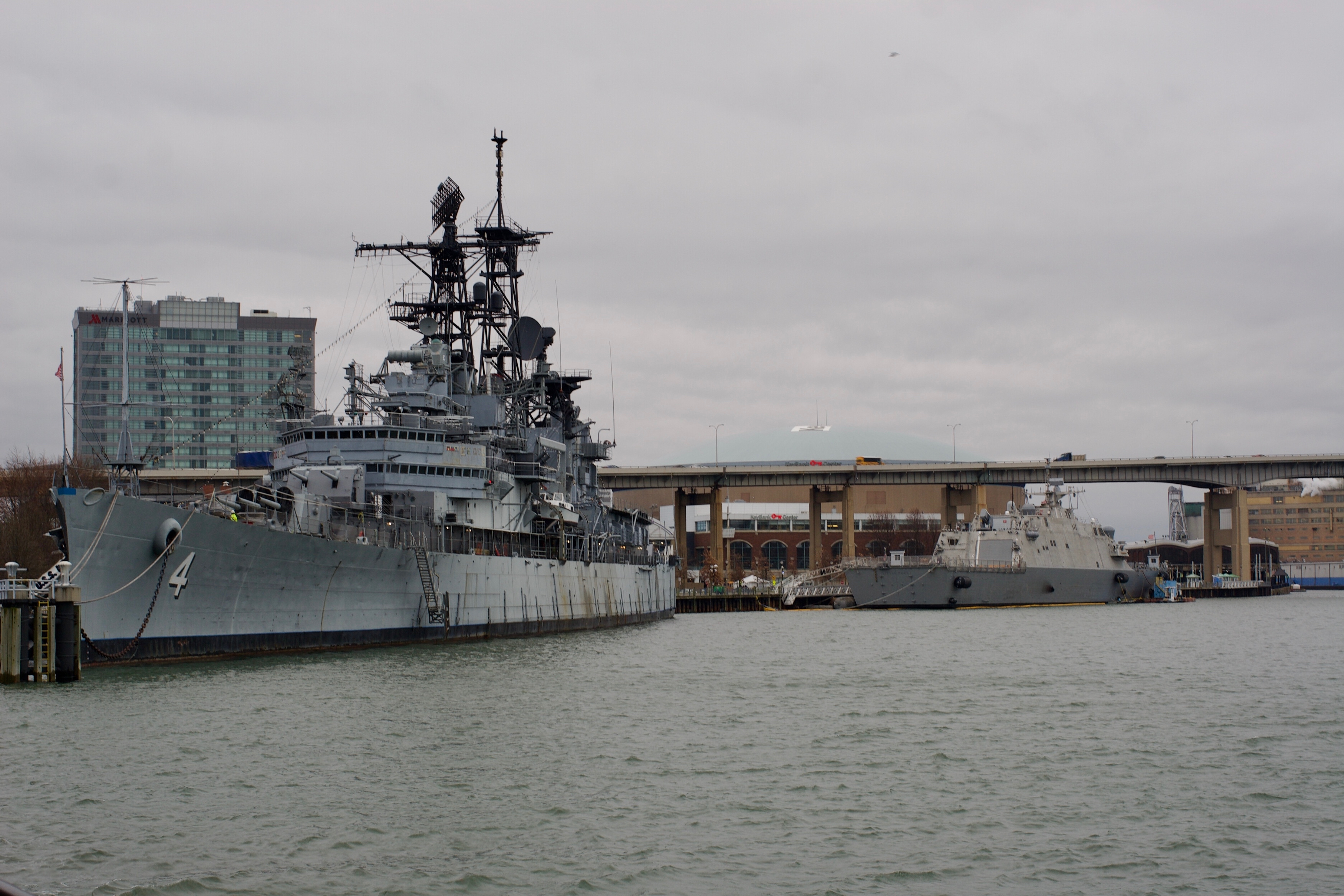
La USS Little Rock (CG-4)  accanto a LCS-9, Canalside
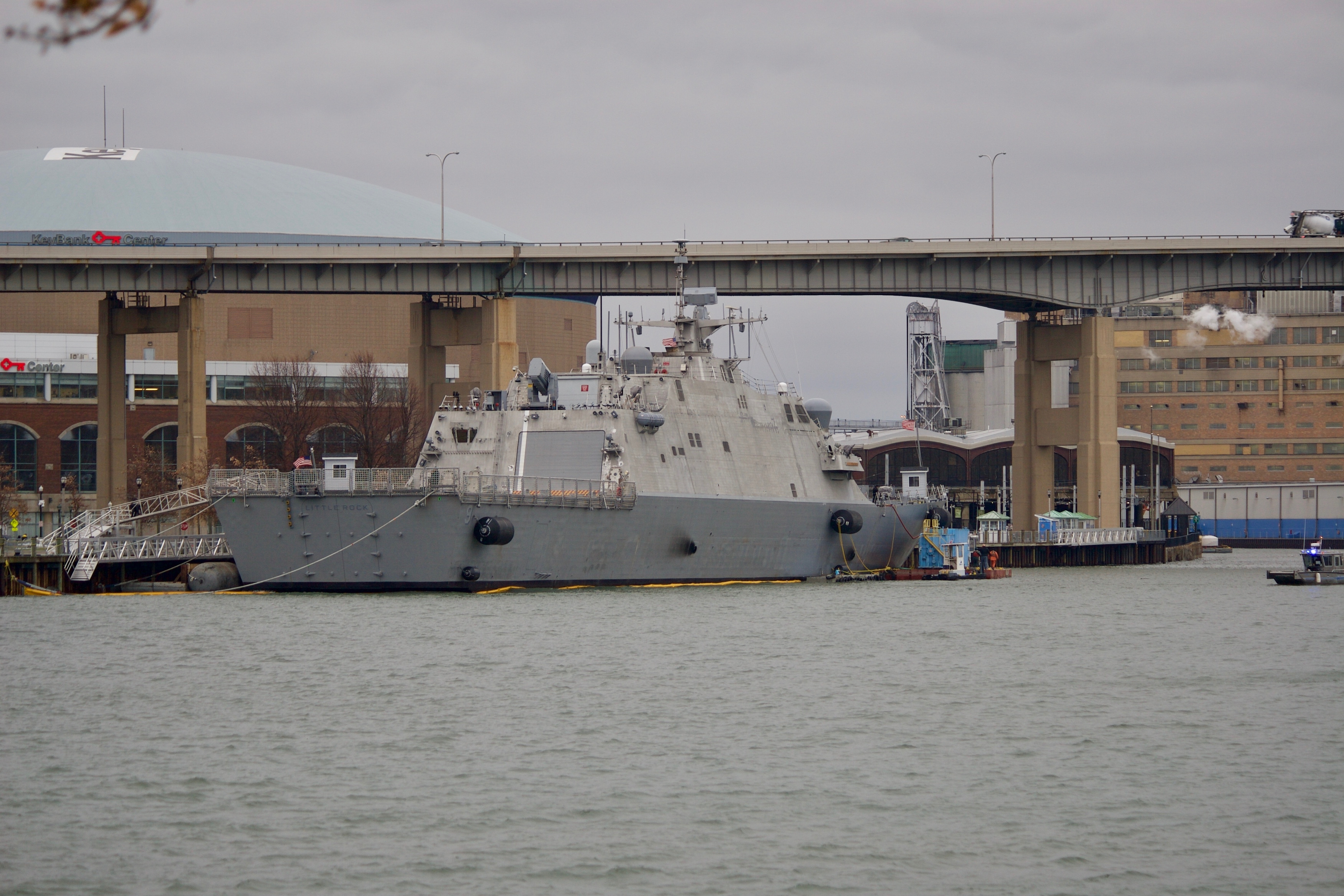
Little Rock attracca a Canalside, Buffalo, New York